# Thể cực

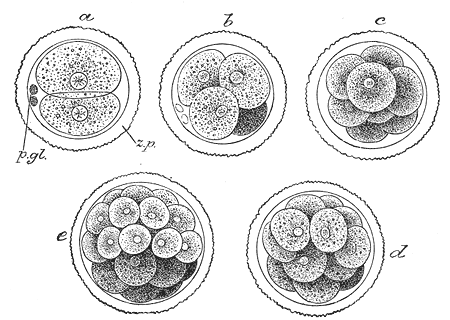
Giai đoạn đầu tiên sau khi thụ tinh ở noãn của động vật có vú.
z.p. Màng trong suốt.
p.gl. Thể cực.
a. Giai đoạn 2 phôi bào.
b. Giai đoạn 4 phôi bào
c. Giai đoạn 8 phôi bào.
d, e. Giai đoạn phôi dâu

Thể cực hay thể định hướng (tiếng Anhː polar body, viết tắt PB) là tế bào đơn bội nhỏ được hình thành đồng thời với noãn trong quá trình sinh noãn, nhưng nhìn chung sẽ tiêu biến và không có khả năng thụ tinh.
Khi các tế bào sinh dục cái ở động vật phân chia tế bào chất sau khi giảm phân để tạo ra các tế bào trứng, thông thường chúng phân chia không đều. Phần lớn tế bào chất được chia cho một tế bào con, tế bào này sẽ trở thành tế bào trứng (noãn), trong khi một lượng nhỏ tế bào chất còn lại được chia cho các thể cực. Thể cực thường tiêu biến do quá trình chết rụng tế bào, nhưng trong một số trường hợp vẫn tồn tại và có thể đóng vai trò quan trọng trong vòng đời sinh vật.

## Giải thích sự sinh đôi
Sinh đôi thể cực là một trong nhiều cách giải thích của sự sinh đôi, nguyên nhân là trong giảm phân có một hoặc nhiều thể cực không phân hủy và được thụ tinh bởi tinh trùng, đặc biệt là thể cực lưỡng bội (hay chính xác hơn là đơn bội kép) được tạo ra khi kết thúc giảm phân 1. Tuy nhiên cơ chế sinh đôi này có thể tạo ra quái thai, một cặp song sinh dính liền chỉ có một trái tim. Người ta phát hiện rằng những gen đánh dấu nằm tại hoặc gần tâm động mới thích hợp để phát hiện sự sinh đôi thể cực.
Về nguyên tắc, sự sinh đôi sẽ xảy ra nếu tế bào trứng và thể cực đều được thụ tinh bởi các tinh trùng riêng biệt. Tuy nhiên, ngay cả khi thụ tinh xảy ra, sự phát triển tiếp theo thường sẽ không xảy ra vì hợp tử được hình thành do sự hợp nhất của tinh trùng và thể cực sẽ không đủ tế bào chất hoặc chất dinh dưỡng dự trữ để nuôi phôi đang phát triển.
Các thể cực được Carus báo cáo lần đầu vào năm 1824 ở động vật chân bụng, nhưng vai trò của chúng không được làm rõ cho đến khi Butschli công bố công trình vào năm 1875, sau đó tới Giard năm 1876 và cuối cùng là Hertwig năm 1877. Những cấu trúc này thường bị nhầm lẫn với các mảnh trứng hoặc các phần noãn hoàng bị tống ra ngoài, nhưng cuối cùng được gọi là thể định hướng (tiếng Anh: directional bodies, tiếng Đức: richtungskorper), một thuật ngữ ám chỉ nơi bắt đầu hoàn tất phân bào. Tên gọi phổ biến "thể cực" bắt nguồn từ vị trí phân cực của chúng trong trứng. Các đặc điểm của thể cực được ghi nhận vào đầu thế kỷ 20 bởi O. Hertwig, T. Boveri và E.L. Mark, là các noãn không hoạt động, bị phân hủy bởi tinh trùng thể hoạt động, trừ một số trường hợp ngoại lệ. Tinh trùng này không thể thụ tinh cho chúng và thay vào đó kích hoạt sự phân hủy thể cực về mặt hóa học.
Các thể cực loại bỏ một nửa bộ nhiễm sắc thể lưỡng bội được tạo ra từ quá trình giảm phân của trứng để tạo ra một tế bào đơn bội. Để tạo ra các thể cực, tế bào phải phân chia không đều tế bào chất bằng cách thắt eo lệch ở một điểm cụ thể trên màng tế bào. Sự hiện diện của nhiễm sắc thể gây ra sự hình thành vi sợi actomyosin, cấu trúc vòng myosin II và một tập hợp các sợi trục ở dưới màng tế bào, sự quay của chúng thúc đẩy quá trình lõm vào ở rìa màng tế bào và tách thể cực ra khỏi tế bào trứng.
Trong phần lớn các trường hợp, giảm phân bất thường có thể dẫn đến lệch bội (dị bội) ở thể cực, tác động tạo ra hợp tử dị bội. Sai sót có thể xảy ra ở một trong hai lần giảm phân tạo ra thể cực, nhưng dấu hiệu rõ ràng hơn nếu chúng xảy ra trong quá trình hình thành thể cực đầu tiên vì sự hình thành thể cực thứ nhất ảnh hưởng đến cấu trúc nhiễm sắc thể của thể cực thứ hai. Ví dụ, sự phân tách các chromatid trước kỳ sau ở thể cực đầu tiên có thể hình thành thể cực dị bội. Nhiễm sắc thể vốn phải chia đều cho tế bào trứng và thể cực, nếu thể cực dị bội thì cũng khiến tế bào trứng dị bội. Vì vậy, sự hình thành thể cực bình thường là yếu tố đặc biệt quan trọng để hình thành hợp tử khỏe mạnh.
Tuy nhiên, các thể cực bất thường về nhiễm sắc thể không chắc chắn sẽ gây ra sự phát triển bất thường của hợp tử. Hợp tử nguyên bội (euploid zygote) có thể được tạo ra nếu dị bội là thuận nghịch: một thể cực có thêm nhiễm sắc thể và một thể cực khác thiếu nhiễm sắc thể giống nhau. Nếu nhiễm sắc thể dư ra được hấp thụ vào thể cực thay vì được truyền vào tế bào trứng, có thể tránh được hiện tượng tam nhiễm. Cho dù đây là một sự kiện ngẫu nhiên hay là do tác động của môi trường vi mô theo cách nào đó thì vẫn chưa rõ ràng. Trong ít nhất một trường hợp, hợp tử nguyên bội này đã được xác định trong quá trình phát triển để sinh ra là một đứa trẻ khỏe mạnh với số lượng nhiễm sắc thể bình thường.

## Ứng dụng trong y học
Sinh thiết thể cực là lấy mẫu thể cực tạo ra chung với một tế bào trứng. Sau khi lấy mẫu thể cực, các phép phân tích tiếp theo có thể được sử dụng để dự đoán khả năng sống sót và cơ hội mang thai của tế bào trứng, cũng như sức khỏe tương lai của một người mang thai như vậy. Ứng dụng này trở thành một hình thức sàng lọc di truyền trước khi cấy ghép (pre-implantation genetic screening - PGS hoặc pre-implantation genetic diagnosis - PGD). So với sinh thiết phôi nang, sinh thiết thể cực có chi phí thấp hơn, ít tác dụng phụ có hại hơn và nhạy hơn trong việc phát hiện các bất thường. Ưu điểm chính của việc sử dụng các thể cực trong PGD là chúng không cần thiết cho quá trình thụ tinh thành công hoặc sự phát triển bình thường của phôi, do đó đảm bảo không có tác hại cho phôi.
Một trong những nhược điểm của sinh thiết thể cực là nó chỉ cung cấp thông tin về sự đóng góp của mẹ đối với phôi, đó là lý do tại sao có thể chẩn đoán được các trường hợp rối loạn gen trội trên nhiễm sắc thể thường và các rối loạn liên kết X được truyền từ mẹ. Các rối loạn gen lặn trên nhiễm sắc thể thường chỉ có thể được chẩn đoán một phần. Một nhược điểm khác là nguy cơ chẩn đoán sai tăng lên, ví dụ như do sự suy thoái vật liệu di truyền hoặc các sự kiện tái tổ hợp dẫn đến các thể cực trở thành dị hợp tử ở lần giảm phân đầu tiên.

## Hình ảnh

Sơ đồ biểu diễn sự giảm số lượng NST trong quá trình sinh trứng
Sơ đồ thể hiện sự tương tự trong quá trình sinh trứng và quá trình sinh tinh trùng.
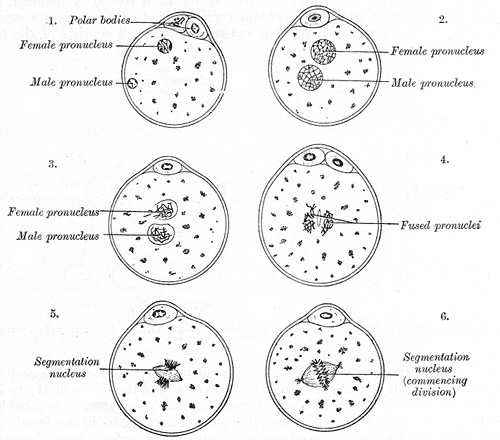
Quá trình thụ tinh trong noãn chuột
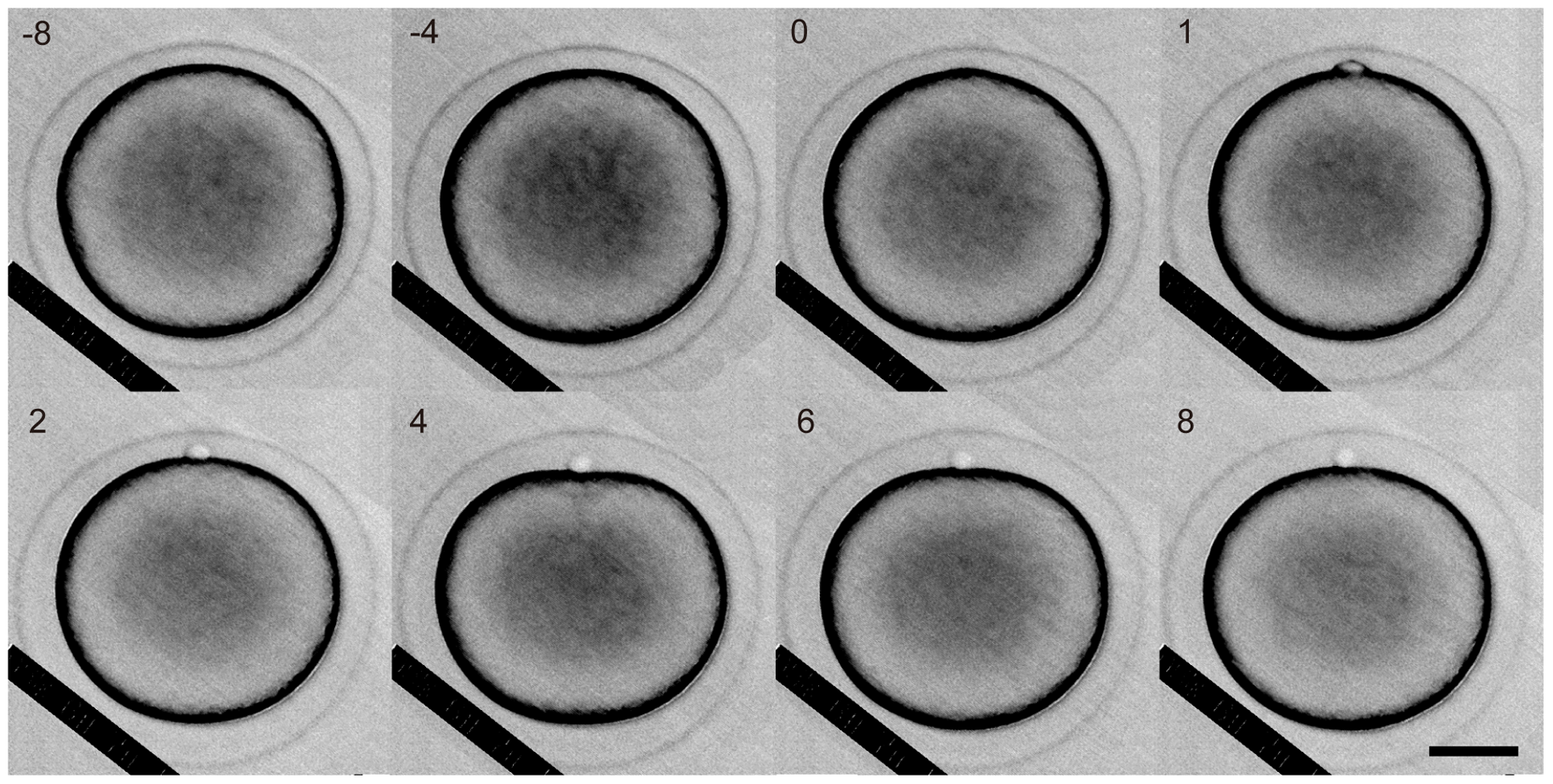
Thể cực phình ra từ cực động vật của tế bào trứng sao biển